# ジョン・E・ウォーカー
サー・ジョン・アーネスト・ウォーカー（Sir John Ernest Walker、1941年1月7日 - ）は、イギリスの化学者で、1997年度のノーベル化学賞受賞者である。

## 経歴
ウェスト・ヨークシャーのハリファクスで、石工のアーネスト・ウォーカーとアマチュアミュージシャンのエルジー・ロートンの間に生まれた。2人の妹とともに田舎で育ち、ラストリックの初等中学校に通った。学校では彼はスポーツマンで、特に最後の3年間は物理学と数学に才能を発揮した。学士号は、オックスフォード大学セント・キャサリン校で取得した。
ウォーカーは1965年から、エドワード・アブラハムとともにペプチド性の抗生物質の研究を始め、1969年に博士号を得た。この時期に、彼は分子生物学の劇的な発展に興味を抱いた。
1969年から1971年にかけてはウィスコンシン大学マディソン校で、1971年から1974年にかけてはフランスで仕事をし、1974年にはケンブリッジ大学の研究会でフレデリック・サンガーと出会った。これがきっかけでメディカルリサーチカウンシルの分子生物学研究所で長期間働くことになった。同僚にはDNAの分子構造の解明で有名なフランシス・クリックらがいた。
始めはタンパク質のシークエンスの解析やミトコンドリアの遺伝子コードの解明を行っていたが、1978年、タンパク質化学の技法で膜タンパク質の研究をすることを決意した。
ウォーカーは、アデノシン三リン酸合成酵素の機構の解明により、アメリカ人化学者のポール・ボイヤーとともにノーベル化学賞を受賞した。また同年、デンマーク人化学者のイェンス・スコウも同賞を受賞しているが、研究内容には全く関係がない。
1963年にクリスチャン・ウェストコットと結婚し、2人の娘がいる。1999年に分子生物学への貢献によりナイトを授与された。1995年王立協会フェロー選出。2012年コプリ・メダル受賞。

## 註
1. ↑  "No. 55354". The London Gazette (Supplement) (英語). 30 December 1998. pp. 1–2. 2012年12月23日閲覧。